# Autopodio
L'autopodio, in anatomia comparata, è la regione distale degli scheletri dei vertebrati tetrapodi. È formato da basipodio, metapodio e acropodio. 
Il basipodio è la parte prossimale e comprende il carpo e il tarso, rispettivamente negli arti anteriori e posteriori. Il metapodio si trova nella zona centrale dell'autopodio ed è costituito da metacarpo e metatarso. L'acropodio è il segmento distale ed è costituito dalle falangi.